# Xestocephalus aquilus
Xestocephalus aquilus är en insektsart som beskrevs av Delong, Wolda och Estribi 1983. Xestocephalus aquilus ingår i släktet Xestocephalus och familjen dvärgstritar. Inga underarter finns listade i Catalogue of Life.